# Rabban Al-Qas
Mons. Rabban Al-Qas (1. července 1949, Komane – 28. srpna 2023) byl irácký chaldejský katolický duchovní a emeritní biskup Duhoku.

## Život
Narodil se 1. července 1949 v Komane.
Roku 1973 byl vysvěcen na kněze a inkardinován do eparchie Amádíja.
Biskupský synod Chaldejské katolické církve ho zvolil biskupem Amádíji a 3. prosince 2001 tuto volbu papež Jan Pavel II. schválil. Biskupské svěcení přijal 1. února 2002 z rukou patriarchy Raphaela I. Bidawida a spolusvětiteli byli arcibiskup André Sana a biskup Abdul-Ahad Sana.
Od roku 2007 do 24. května 2010 byl apoštolským administrátorem archieparchie Irbíl.
Dne 10. června 2013 došlo ke změně názvu eparchie na Amádíja a Zaku, a dne 27. června 2020 na Duhok. V tomto období byl stále jejím eparchiálním biskupem.
Dne 14. srpna 2021 přijal papež František jeho rezignaci na post eparchiálního biskupa.
Zemřel 28. srpna 2023 ve věku 74 let.